# Volby do Senátu Parlamentu České republiky 2002
Volby do Senátu Parlamentu České republiky 2002 nebo taky Senátní volby 2002 se uskutečnily v říjnu a listopadu 2002. Vítězem se stala ODS. Volila se třetina Senátu, obměnilo se tedy 27 z 81 mandátů.
První kolo senátních voleb se konalo 25. října (tento den se volilo od 14.00 do 22.00 h) a 26. října (volilo se v době od 8.00 do 14.00 h).
Druhé kolo voleb se podle zákona koná v obvodech, kde v 1. kole žádný kandidát nezískal nadpoloviční většinu platných hlasů. Uskutečnilo se o týden později, tj. 1. a 2. listopadu ve stejné časy, a to ve 26 obvodech (jeden kandidát byl zvolen v 1. kole).
Volit do Senátu v tom kterém kole mohl každý občan Česka, který aspoň druhý den voleb dosáhl věku 18 let. Senátorem mohl být zvolen každý občan Česka, který aspoň druhý den voleb dosáhl věku 40 let.

## Situace před volbami
V senátních volbách v Česku byly zatím vždy úspěšnější pravicové strany (především ODS a KDU-ČSL, které vzhledem k větší věrnosti jejich voličů zvýhodňuje nižší volební účast, jež se pro senátní volby stala typickou. Volební systém rovněž umožňuje ve větší míře uspět také kandidátům menších stran a kandidátům nezávislým). 
Větší procentní podíl hlasů tradičně získává rovněž KSČM, která je však znevýhodněna většinovým volebním systémem, svou izolací v politickém spektru a nechutí většiny voličů vůči ní.

## Celkové výsledky
Už v prvním kole se ukázala jako nejúspěšnější ODS, jejíž kandidáti postoupili do druhého kola v 19 obvodech. Ve druhém kole jich uspělo 9 (26 senátorů). ČSSD získala 7 mandátů (celkem v Senátu 11), KDU-ČSL 1 (celkem 16). Uspěli také dva nezávislí, a to jeden dokonce v prvním kole, konkrétně Vladimír Železný na Znojemsku. Tyto senátní volby byly unikátní v tom, že u nich k druhému kolu, konaném společně s komunálními volbami, přišlo více voličů než v prvním kole.
|                       | 1. kolo   | 2. kolo   |
| --------------------- | --------- | --------- |
| Registrovaných voličů | 2 797 846 | 2 708 764 |
| Vydané obálky         | 674 333   | 881 693   |
| Volební účast v %     | 24,10%    | 32,55%    |
| Odevzdané obálky      | 673 821   | 857 491   |
| Platné hlasy          | 666 455   | 822 287   |
| % platných hlasů      | 98,91%    | 95,89%    |

## Tabulkový přehled
| Volební obvod | Sídelní město       | Před volbami      | Před volbami     | Po volbách          | Po volbách           |
| Volební obvod | Sídelní město       | Senátor           | Politická strana | Senátor             | Politická strana     |
| ------------- | ------------------- | ----------------- | ---------------- | ------------------- | -------------------- |
| 3             | Cheb                | Peter Morávek     | ČSSD             | Ladislav Macák      | ČSSD                 |
| 6             | Louny               | Ivan Havlíček     | ČSSD             | Miloslav Pelc       | ODS                  |
| 9             | Plzeň-město         | Bohumil Kulhánek  | ODS              | Richard Sequens     | US-DEU               |
| 12            | Strakonice          | Pavel Rychetský   | ČSSD             | Pavel Rychetský     | ČSSD                 |
| 15            | Pelhřimov           | Milan Štěch       | ČSSD             | Milan Štěch         | ČSSD                 |
| 18            | Příbram             | Zdeněk Vojíř      | ČSSD             | Jaromír Volný       | ODS                  |
| 21            | Praha 5             | Michael Žantovský | ODA              | Miroslav Škaloud    | ODS                  |
| 24            | Praha 9             | Josef Pavlata     | ODS              | Josef Pavlata       | ODS                  |
| 27            | Praha 1             | Václav Fischer    | nezávislý        | Martin Mejstřík     | Cesta změny          |
| 30            | Kladno              | Ladislav Svoboda  | ČSSD             | Ladislav Svoboda    | ČSSD                 |
| 33            | Děčín               | Egon Lánský       | ČSSD             | Josef Zoser         | HHROM                |
| 36            | Česká Lípa          | Miroslav Coufal   | ČSSD             | Karel Tejnora       | ODS                  |
| 39            | Trutnov             | Vlastimil Šubrt   | ODS              | Ivan Adamec         | ODS                  |
| 42            | Kolín               | Vladislav Malát   | ODS              | Jan Rakušan         | ČSSD                 |
| 45            | Hradec Králové      | Karel Barták      | ODA              | Karel Barták        | nezávislý            |
| 48            | Rychnov nad Kněžnou | František Bartoš  | KDU-ČSL          | Václava Domšová     | Sdružení nezávislých |
| 51            | Žďár nad Sázavou    | Jiří Šenkýř       | KDU-ČSL          | Josef Novotný       | Sdružení nezávislých |
| 54            | Znojmo              | Milan Špaček      | KDU-ČSL          | Vladimír Železný    | Nezávislí            |
| 57            | Vyškov              | Oldřich Dočekal   | KDU-ČSL          | Ivo Bárek           | ČSSD                 |
| 60            | Brno-město          | Jan Zahradníček   | KDU-ČSL          | Jiří Zlatuška       | LiRA                 |
| 63            | Přerov              | Jitka Seitlová    | ODA              | Jitka Seitlová      | Nezávislí            |
| 66            | Olomouc             | Karel Korytář     | ČSSD             | Vítězslav Vavroušek | ODS                  |
| 69            | Frýdek-Místek       | Věra Vašínková    | ČSSD             | František Kopecký   | ODS                  |
| 72            | Ostrava-město       | Vítězslav Matuška | ČSSD             | Václav Roubíček     | ODS                  |
| 75            | Karviná             | Antonín Petráš    | KSČM             | Eduard Matykiewicz  | KSČM                 |
| 78            | Zlín                | Irena Ondrová     | ODS              | Alena Gajdůšková    | ČSSD                 |
| 81            | Uherské Hradiště    | Jaroslav Petřík   | KDU-ČSL          | Josef Vaculík       | KDU-ČSL              |